# Telefonami
Telefonami è un singolo della cantautrice italiana Malika Ayane, il secondo estratto dal sesto album in studio Malifesto e pubblicato il 7 maggio 2021.

## Video musicale
Il video musicale del brano, diretto da Niccolò Maria Pagani, è stato pubblicato in concomitanza del lancio del singolo sul canale YouTube della cantante.